# Strike! (compilation)
Strike! è un album compilation pubblicato il 6 novembre 2009 dall'etichetta Epic, composto da due CD contenenti 15 brani ciascuno.
La compilation debutta alla posizione nº 26 della classifica italiana di vendita FIMI, ma la posizione più alta che riesce ad occupare è la nº 9 in terza settimana. Ad un mese di distamza fa la sua ultima presenza nella top 30.

## Tracce

### CD 1
1. Gossip - Heavy Cross – 4:10
2. Jack Penate - Tonight's today – 3:34
3. Brett Dennen feat. Femi Kuti - Make you crazy – 4:09
4. Eros Ramazzotti - Parla con me – 3:47
5. Noemi e Fiorella Mannoia - L'amore si odia – 3:12
6. Oceana - Cry cry – 3:22
7. Katerine - Ayo Technology – 3:40
8. Lily Allen - Fuck You – 3:36
9. J-Ax feat. Pino Daniele - Anni amari – 4:48
10. The Fray - Never Say Never – 4:19
11. James Morrison - Please don't stop the rain – 3:56
12. Paolo Nutini - Candy – 3:48
13. Gianna Nannini - Maledetto ciao – 3:40
14. Davide De Marinis - Cosa cambia – 3:56
15. Daniel Merriweather - Red – 4:13

### CD 2
1. Paloma Faith - Stone Cold Sober – 3:33
2. Melanie Fiona - Give It to Me Right – 4:01
3. Giusy Ferreri - La scala (The Ladder) – 4:16
4. Alessandra Amoroso - Stupida – 3:38
5. Oasis - The turning – 4:58
6. Franz Ferdinand - Can't Stop Feeling – 3:03
7. Major Lazer feat. Nina Sky feat. Ricky Blaze - Keep It Goin' Louder – 3:41
8. Mstrkrft feat. John Legend - Heartbreaker – 3:21
9. Dolcenera - Un dolce incantesimo – 4:18
10. Brendan Croskerry - She's alright – 3:50
11. Placebo - Ashtray heart – 3:36
12. Calvin Harris - Ready for the weekend – 3:48
13. Shaggy feat. Gary Nesta Pine - Fly High – 3:30
14. Agnes - Release Me – 4:12
15. David Guetta feat. Kelly Rowland - When Love Takes Over – 3:12

## Classifica italiana
| Classifica | Posizione più alta |
| ---------- | ------------------ |
| FIMI       | 9                  |